# Gran Premio di superbike di Monza 1997
Il Gran Premio di superbike di Monza 1997 è stato la quinta prova su dodici del campionato mondiale Superbike 1997, disputato il 22 giugno sull'autodromo nazionale di Monza, ha visto la vittoria di John Kocinski in gara 1, mentre la gara 2 è stata vinta da Pierfrancesco Chili. La vittoria nella gara valevole per il campionato mondiale Supersport è stata invece ottenuta da Fabrizio Pirovano.

## Risultati

### Gara 1

#### Arrivati al traguardo[4]
| Pos. | Nº | Pilota               | Squadra                    | Motocicletta | Giri | Tempo     | Griglia | Punti |
| ---- | -- | -------------------- | -------------------------- | ------------ | ---- | --------- | ------- | ----- |
| 1º   | 3  | John Kocinski        | Castrol Honda              | Honda        | 18   | 32:41.944 | 3º      | 25    |
| 2º   | 2  | Aaron Slight         | Castrol Honda              | Honda        | 18   | +0:00.005 | 4º      | 20    |
| 3º   | 4  | Carl Fogarty         | Ducati Racing ADVF         | Ducati       | 18   | +0:00.008 | 7º      | 16    |
| 4º   | 6  | Simon Crafar         | Kawasaki Racing            | Kawasaki     | 18   | +0:00.382 | 2º      | 13    |
| 5º   | 22 | Scott Russell        | Yamaha World Superbike     | Yamaha       | 18   | +0:00.629 | 1º      | 11    |
| 6º   | 12 | James Whitham        | Suzuki World Superbike     | Suzuki       | 18   | +0:06.773 | 10º     | 10    |
| 7º   | 7  | Pierfrancesco Chili  | Gattolone Racing           | Ducati       | 18   | +0:07.084 | 6º      | 9     |
| 8º   | 8  | Akira Yanagawa       | Kawasaki Racing            | Kawasaki     | 18   | +0:07.135 | 11º     | 8     |
| 9º   | 15 | Piergiorgio Bontempi | Kawasaki Italy Bertocchi   | Kawasaki     | 18   | +0:12.380 | 8º      | 7     |
| 10º  | 11 | Mike Hale            | Suzuki World Superbike     | Suzuki       | 18   | +0:14.687 | 12º     | 6     |
| 11º  | 13 | Andreas Meklau       | BLM Ducati                 | Ducati       | 18   | +0:16.484 | 5º      | 5     |
| 12º  | 14 | James Haydon         | Gio.Ca.Moto                | Ducati       | 18   | +0:50.781 | 13º     | 4     |
| 13º  | 21 | Jochen Schmid        | Green Kawasaki Deutschland | Kawasaki     | 18   | +0:56.711 | 14º     | 3     |
| 14º  | 20 | Jean-Philippe Ruggia | Yamaha Motor France        | Yamaha       | 18   | +0:57.268 | 19º     | 2     |
| 15º  | 31 | Igor Jerman          | MD Depala Vas              | Kawasaki     | 18   | +0:57.289 | 17º     | 1     |
| 16º  | 27 | Jean-Marc Delétang   | Yamaha Motor France        | Yamaha       | 18   | +1:00.551 | 16º     |       |
| 17º  | 51 | Udo Mark             | Suzuki Deutschland         | Suzuki       | 18   | +1:01.350 | 15º     |       |
| 18º  | 17 | Pere Riba            | White Endurance            | Honda        | 18   | +1:24.761 | 18º     |       |
| 19º  | 59 | Anton Gruschka       | Bauer Racing Germany       | Yamaha       | 17   | +1 giro   | 21º     |       |
| 20º  | 63 | Giorgio Cantalupo    | M.C. Augusta Praetoria     | Ducati       | 17   | +1 giro   | 20º     |       |
| 21º  | 68 | Redamo Assirelli     | Team Pirelli               | Yamaha       | 17   | +1 giro   | 24º     |       |
| 22º  | 72 | Paolo Malvini        | Pirelli De Cecco Racing    | Ducati       | 17   | +1 giro   | 23º     |       |
| 23º  | 34 | Lino Pittaluga       | Motopiù Racing             | Yamaha       | 17   | +1 giro   | 25º     |       |
| 24º  | 60 | Gerhard Esterer      | MSC Rottenegg              | Kawasaki     | 17   | +1 giro   | 22º     |       |
| 25º  | 74 | Paolo Bosetti        |                            | Ducati       | 17   | +1 giro   | 26º     |       |

#### Ritirati
| Nº | Pilota           | Squadra             | Motocicletta | Giri | Griglia |
| -- | ---------------- | ------------------- | ------------ | ---- | ------- |
| 69 | Luigi Aljinović  | Kvarner Racing      | Ducati       | 16   | 31º     |
| 35 | Dario Marchetti  | Kawasaki Pro Racer  | Kawasaki     | 9    | 28º     |
| 61 | Bruno Scatola    | Motor Power di A.L. | Kawasaki     | 8    | 29º     |
| 52 | Emmanouil Pallis | Maminachs           | Ducati       | 6    | 30º     |
| 75 | Michal Bursa     | Motostar            | Kawasaki     | 4    | 27º     |

### Gara 2

#### Arrivati al traguardo[5]
| Pos. | Nº | Pilota               | Squadra                    | Motocicletta | Giri | Tempo     | Griglia | Punti |
| ---- | -- | -------------------- | -------------------------- | ------------ | ---- | --------- | ------- | ----- |
| 1º   | 7  | Pierfrancesco Chili  | Gattolone Racing           | Ducati       | 18   | 36:46.817 | 6º      | 25    |
| 2º   | 3  | John Kocinski        | Castrol Honda              | Honda        | 18   | +0:01.840 | 3º      | 20    |
| 3º   | 12 | James Whitham        | Suzuki World Superbike     | Suzuki       | 18   | +0:07.088 | 10º     | 16    |
| 4º   | 4  | Carl Fogarty         | Ducati Racing ADVF         | Ducati       | 18   | +0:08.348 | 7º      | 13    |
| 5º   | 2  | Aaron Slight         | Castrol Honda              | Honda        | 18   | +0:40.424 | 4º      | 11    |
| 6º   | 15 | Piergiorgio Bontempi | Kawasaki Italy Bertocchi   | Kawasaki     | 18   | +0:46.047 | 8º      | 10    |
| 7º   | 6  | Simon Crafar         | Kawasaki Racing            | Kawasaki     | 18   | +0:47.620 | 2º      | 9     |
| 8º   | 22 | Scott Russell        | Yamaha World Superbike     | Yamaha       | 18   | +0:49.683 | 1º      | 8     |
| 9º   | 11 | Mike Hale            | Suzuki World Superbike     | Suzuki       | 18   | +1:21.276 | 12º     | 7     |
| 10º  | 21 | Jochen Schmid        | Green Kawasaki Deutschland | Kawasaki     | 18   | +1:22.629 | 14º     | 6     |
| 11º  | 17 | Pere Riba            | White Endurance            | Honda        | 18   | +1:25.930 | 18º     | 5     |
| 12º  | 51 | Udo Mark             | Suzuki Deutschland         | Suzuki       | 18   | +1:35.553 | 15º     |       |
| 13º  | 14 | James Haydon         | Gio.Ca.Moto                | Ducati       | 18   | +1:37.260 | 13º     | 4     |
| 14º  | 27 | Jean-Marc Delétang   | Yamaha Motor France        | Yamaha       | 18   | +1:43.103 | 16º     | 3     |
| 15º  | 63 | Giorgio Cantalupo    | M.C. Augusta Praetoria     | Ducati       | 17   | +1 giro   | 20º     |       |
| 16º  | 31 | Igor Jerman          | MD Depala Vas              | Kawasaki     | 17   | +1 giro   | 17º     | 2     |
| 17º  | 75 | Michal Bursa         | Motostar                   | Kawasaki     | 17   | +1 giro   | 27º     |       |
| 18º  | 59 | Anton Gruschka       | Bauer Racing Germany       | Yamaha       | 17   | +1 giro   | 21º     |       |
| 19º  | 60 | Gerhard Esterer      | MSC Rottenegg              | Kawasaki     | 16   | +2 giri   | 22º     |       |
| 20º  | 52 | Emmanouil Pallis     | Maminachs                  | Ducati       | 16   | +2 giri   | 30º     |       |
| 21º  | 68 | Redamo Assirelli     | Team Pirelli               | Yamaha       | 15   | +3 giri   | 24º     |       |

#### Ritirati
| Nº | Pilota               | Squadra                 | Motocicletta | Giri | Griglia |
| -- | -------------------- | ----------------------- | ------------ | ---- | ------- |
| 8  | Akira Yanagawa       | Kawasaki Racing         | Kawasaki     | 16   | 11º     |
| 72 | Paolo Malvini        | Pirelli De Cecco Racing | Ducati       | 10   | 23º     |
| 13 | Andreas Meklau       | BLM Ducati              | Ducati       | 6    | 5º      |
| 35 | Dario Marchetti      | Kawasaki Pro Racer      | Kawasaki     | 5    | 28º     |
| 20 | Jean-Philippe Ruggia | Yamaha Motor France     | Yamaha       | 2    | 19º     |
| 34 | Lino Pittaluga       | Motopiù Racing          | Yamaha       | 2    | 25º     |
| 69 | Luigi Aljinović      | Kvarner Racing          | Ducati       | 0    | 31º     |

### Supersport

#### Arrivati al traguardo
| Pos. | Nº | Pilota              | Motocicletta | Giri | Tempo      | Punti |
| ---- | -- | ------------------- | ------------ | ---- | ---------- | ----- |
| 1º   | 1  | Fabrizio Pirovano   | Ducati       | 16   | 36'14,052" | 25    |
| 2º   | 34 | Yves Briguet        | Suzuki       | 16   | +2,680"    | 20    |
| 3º   | 17 | Stéphane Mertens    | Suzuki       | 16   | +10,142"   | 16    |
| 4º   | 2  | Massimo Meregalli   | Yamaha       | 16   | +10,456"   | 13    |
| 5º   | 35 | Giovanni Bussei     | Suzuki       | 16   | +22,449"   | 11    |
| 6º   | 24 | Stéphane Chambon    | Ducati       | 16   | +24,109"   | 10    |
| 7º   | 20 | Roberto Teneggi     | Ducati       | 16   | +24,123"   | 9     |
| 8º   | 37 | Bruno Cirafici      | Bimota       | 16   | +35,498"   | 8     |
| 9º   | 42 | Jörg Teuchert       | Yamaha       | 16   | +36,506"   | 7     |
| 10º  | 8  | Roberto Panichi     | Bimota       | 16   | +36,657"   | 6     |
| 11º  | 32 | Marc Garcia         | Honda        | 16   | +41,840"   | 5     |
| 12º  | 25 | Serafino Foti       | Ducati       | 16   | +42,343"   | 4     |
| 13º  | 51 | Jean Pierre Jeandat | Ducati       | 16   | +42,523"   | 3     |
| 14º  | 27 | Rubén Xaus          | Honda        | 16   | +43,474"   | 2     |
| 15º  | 18 | David Rouge         | Honda        | 16   | +55,995"   | 1     |
| 16º  | 60 | Eric Mahé           | Yamaha       | 16   | +1'47,647" |       |
| 17º  | 22 | Bernard Garcia      | Honda        | 16   | +2'06,512" |       |
| 18º  | 19 | Christian Zwedorn   | Honda        | 16   | +2'22,552" |       |
| 19º  | 30 | Wilco Zeelenberg    | Yamaha       | 15   | +1 giro    |       |
| 20º  | 10 | Wim Theunissen      | Kawasaki     | 15   | +1 giro    |       |
| 21º  | 11 | Volker Bähr         | Kawasaki     | 15   | +1 giro    |       |
| 22º  | 90 | Bernhard Schick     | Ducati       | 14   | +2 giri    |       |

#### Ritirati
| Nº | Pilota               | Motocicletta | Giri |
| -- | -------------------- | ------------ | ---- |
| 43 | Valerio Destefanis   | Suzuki       | 12   |
| 31 | Marco Risitano       | Kawasaki     | 9    |
| 44 | Wolfgang Bauer       | Suzuki       | 8    |
| 15 | Robert Ulm           | Honda        | 7    |
| 14 | Fred Bayens          | Honda        | 4    |
| 38 | Mario Innamorati     | Ducati       | 4    |
| 6  | Vittoriano Guareschi | Yamaha       | 3    |
| 13 | Jeffry de Vries      | Yamaha       | 2    |
| 7  | Thomas Körner        | Ducati       | 1    |
| 48 | David Vázquez        | Ducati       | 1    |
| 26 | Paolo Casoli         | Ducati       | 0    |
| 36 | Christophe Cogan     | Ducati       | 0    |
| 46 | Camillio Mariottini  | Honda        | 0    |